# Ensenada Serpiente Marina
La ensenada Serpiente Marina (en inglés: Sea Serpent Cove) es una pequeña ensenada ubicada a 1,9 km al sureste de la punta Vulcano y de la bahía Remolque en la costa noroeste de la isla Candelaria del archipiélago Candelaria en las Islas Sandwich del Sur. Se localiza en la parte oeste de la planicie que une el sector norte de la isla con el sector sur, junto a la laguna Medusa. Aquí también se encuentra la punta Sarcófago.
La ensenada fue cartografiada y nombrada en 1930 por el personal de Investigaciones Discovery a bordo del RRS Discovery II.
La isla nunca fue habitada ni ocupada, y como el resto de las Sandwich del Sur es reclamada por el Reino Unido que la hace parte del territorio británico de ultramar de las Islas Georgias del Sur y Sandwich del Sur, y por la República Argentina, que la hace parte del departamento Islas del Atlántico Sur dentro de la provincia de Tierra del Fuego, Antártida e Islas del Atlántico Sur.